# Tone Pavček
Tone Pavček, slovenski pesnik, esejist, prevajalec in urednik, * 29. september 1928, Šentjurij pri Mirni Peči, † 20. oktober 2011, Ljubljana.

## Življenje
Tone Pavček se je rodil 29. septembra leta 1928 v Šentjuriju pri Mirni Peči, kjer je živel do svojega 16. leta. Prvi razred osnovne šole je obiskoval v domačem kraju, naslednje leto pa so ga prešolali v internat k nunam v Ljubljano. Tam je končal klasično gimnazijo, po maturi se je vpisal na pravno fakulteto in diplomiral leta 1954, vendar pravne službe nikoli ni opravljal.
Poleg pisateljevanja je bil Pavček zelo dejaven tudi na drugih področjih. V letih 1955–1957 je bil novinar pri Ljubljanskem dnevniku in Ljudski pravici, nato pa do leta 1972 novinar in urednik na RTV Slovenija. Med letoma 1963 in 1967 je bil ravnatelj Mladinskega gledališča v Ljubljani. Od leta 1972 do upokojitve leta 1990 je bil odgovorni urednik Cankarjeve založbe, od 1979 do 1983 je bil tudi predsednik Društva slovenskih pisateljev.
V letih 1986–1990 je bil poslanec slovenske skupščine in je na množičnem zborovanju na Kongresnem trgu v Ljubljani leta 1989 prebral Majniško deklaracijo. Leta 1996 ga je UNICEF imenoval za enega izmed svojih ambasadorjev. Od leta 2001 je bil izredni, od 2007 pa redni član Slovenske akademije znanosti in umetnosti (SAZU). 
Bil je pogost gost številnih literarnih večerov, bralnih značk in različnih kulturnih srečanj. Pavček je prejel tudi naziv vinski vitez, saj je vzgajal vinograd trte refošk. Leta 1953 je skupaj s Kovičem, Menartom in Zlobcem izdal Pesmi štirih. V slovenski povojni književnosti se je uveljavil kot predstavnik intimizma. V njegovi poeziji izstopa predvsem ljubezen do rodne Dolenjske, velik del svojih del pa je posvetil tudi otrokoma, Marku in Saši Pavček.
Pokopan je bil z vojaškimi častmi na ljubljanskih Žalah.

## Prevajalski opus
Pavček je prevajal rusko poezijo 20. stol. (Ahamatova, Cvetajeva, Jesenin, Majakovski in Pasternak), pomembni pa so tudi prevodi iz albanščine, beloruščine, srbohrvaščine in drugih slovanskih jezikov ter gruzinščine.
V tuje jezike (angleščino, azerbajdžanščino, češčino, gruzinščino, ruščino, hrvaščino, makedonščino, srbščino) so prevedene tudi njegove najbolj znane pesmi (Majhnice in majnice: pesmi mnogih let za mnoge bralce = Budding songs, maying songs: poems of many years for many readers).
Njegova mladinska dela zasledimo v Internationale Jungendbibliothek v Münchnu, v Media Library v Sarajevu ter v brošuri britanske založbe Calder & Boyars.

### Pesniške zbirke za otroke
- Trije bratje in zlata ptica, Mladinska knjiga, Ljubljana, 1956 (COBISS)
- Maček na dopustu, Mladinska knjiga, Ljubljana, 1957 (COBISS)
- Polž pred nebotičnikom, 1960 (COBISS)
- Velesenzacija, Mladinska knjiga, Ljubljana, 1961 (COBISS)
- Vrtiljak, 1965 (COBISS)
- Čenčarija, 1975 (COBISS)
- Mokedaj, 1976 (COBISS)
- Slon v žepu, 1979 (COBISS)
- Prave (in neprave) pesmi, 1986 (COBISS)
- Besede za sladkosnede, 1991 (COBISS)
- Majhen dober dan, 1992 (COBISS)
- Sonce in sončice, 1993 (COBISS)
- Majnice, fulaste pesmi, 1996 (COBISS)
- Deček gre za soncem, 1998 (COBISS)
- S črko čez Krko, 2003 (COBISS)
- Radobesednice, 2004
- Majnice in majhnice, 2009 (COBISS)
- Nina (pesnitev za punčke), 2011
- Svit, krilati konj (pesnitev za fante), 2011

### Slikanice
- Sončece v žepu, 1960 (COBISS)
- Strašni lovec Bumbum, 1969 (COBISS)
- Marko na belem konju jaše, 1984 (COBISS)
- Juri Muri v Afriki, 1993 (COBISS)
- Živalski ringaraja, 1994 (COBISS)
- Po morju plava kit, 2010 (COBISS)
- Romeo in Julija
- Krokodil

### Pesniške zbirke za odrasle
- Pesmi štirih, 1953 (COBISS)
- Sanje živijo dalje, 1958 (COBISS)
- Ujeti ocean, 1964 (COBISS)
- Zapisi, 1972 (COBISS)
- Iskanje sveta, 1973 (COBISS)
- Poganske hvalnice, 1976 (COBISS)
- Pesmi, 1978 (COBISS)
- Dediščina,1984(COBISS)
- Goličava, 1988 (COBISS)
- Temna zarja, 1996 (COBISS)
- Dolenjske bližine, 1998 (COBISS)
- Upočasnitve, 1998 (COBISS)
- Darovi, 2005 (COBISS)
- To je, kar je, 2008 (COBISS)
- Same pesmi o ljubezni, 2008 (COBISS)
- Samo tu lahko živim, 2008 (COBISS)
- Pesmi in leta (izbor 2008, ponatis 2018)
- Angeli, 2011
- Domu in rodu, 2015
- Izbranke, 2022 (ilustracije Svjetlan Junaković)

### Eseji
- Čas duše, čas telesa, 1994 (COBISS)
- Čas duše, čas telesa: drugi del, 1997 (COBISS)
- Čas duše, čas telesa: tretji del, 2004 (COBISS)
- Čas duše, čas telesa: četrti del, 2008, 2010 (COBISS)

## Priznanja
- 1958 – Levstikova nagrada
- 1959 – Trdinova nagrada
- 1961 – Levstikova nagrada
- 1965 – nagrada Prešernovega sklada
- 1979 – Zmajeve dečje igre
- 1979 – Sovretova nagrada
- 1984 – Prešernova nagrada
- 1986 – Kajuhova nagrada
- 1997 – večernica
- 2005 – Levstikova nagrada (za življenjsko delo)
- 2006 – zlatnik poezije
- 2007 – Veronikina nagrada
- 2009 – zlati red za zasluge Republike Slovenije

Bil je tudi častni meščan Novega mesta, Mirne Peči in Ljubljane. 7. junija 2001 je postal izredni član, 1. junija 2007 pa redni član SAZU. V rojstni vasi je postavljen njegov kip in Pavčkov dom, ki je del muzeja Lojzeta Slaka in Toneta Pavčka Mirna peč.